# Piper maxonii
Piper maxonii är en pepparväxtart som beskrevs av C. Dc.. Piper maxonii ingår i släktet Piper och familjen pepparväxter. Inga underarter finns listade i Catalogue of Life.